# Pirotyn
Pirotyn (piryt magnetyczny) – minerał z gromady siarczków. Jest minerałem rzadkim. Nazwa pochodzi od gr. pyrrhos = ognisty.

## Właściwości
Krystalizuje w układzie jednoskośnym. Występuje w skupienia zbitych i warstwowych. Tworzy kryształy tabliczkowe, słupkowe o sześciobocznym przekroju. Jest kruchy, nieprzezroczysty, wykazuje silne właściwości magnetyczne. Często zawiera domieszki niklu, kobaltu, złota, platyny.

## Występowanie
W złożach hydrotermalnych, metasomatycznych, kontaktowych oraz w złożach powstałych w wyniku wietrzenia. Spotykany w skałach magmowych: gabrach, norytach, bazaltach. Towarzyszą mu najczęściej chalkopiryt, kwarc, piryt, sfaleryt, kalcyt, galena, syderyt, arsenopiryt oraz dolomit.  

## Miejsca występowania
- Na świecie: Kanada, Rosja – Ural, była Jugosławia, Austria, Rumunia, Brazylia, Norwegia, Finlandia, Niemcy, Włochy.
- W Polsce: spotykany w gabrach i norytach Dolnego Śląska, w bazaltach okolic Lubania, granitach strzegomskich. W żyłach hydrotermalnych okolic Wojcieszowa, Miedzianki i Kowar oraz złożu arsenu w Złotym Stoku. Występuje też w okolicach Suwałk.

### Zastosowanie
- do produkcji kwasu siarkowego,
- źródło żelaza i siarki także: kobaltu, niklu, platyny, złota,
- wydobywany w celu otrzymania pewnych metali, które zastępują żelazo w sieci krystalicznej,
- ma znaczenie naukowe,
- rzadki, poszukiwany kamień kolekcjonerski.